# Pirttikari, Eura
Pirttikari är en halvö i Finland. Den ligger i sjön Turajärvi och i kommunen Eura i den ekonomiska regionen  Raumo ekonomiska region  och landskapet Satakunta, i den sydvästra delen av landet, 190 km nordväst om huvudstaden Helsingfors.